# Звинарка
Звина́рка (болг. Звънарка) — село в Кирджалійській області Болгарії. Входить до складу общини Крумовград.

## Населення
За даними перепису населення 2011 року у селі проживали 589 осіб, з них 487 осіб (99,6%) — турки.
Розподіл населення за віком у 2011 році:
Динаміка населення: